# Jón Gunnarsson
Jón Gunnarsson, né le 21 septembre 1956 à Reykjavik, est un homme politique islandais, membre du Parti de l'indépendance et actuel ministre de la Justice depuis 2022. 
Député, il est également ministre des Transports dans le gouvernement Benediktsson.